# エベル
エベル（Ebel）は、1911年にスイスで創業した時計メーカー、ブランド。

## 概要
創業者はウジェーヌ・ブルム（Eugene Blum）とその妻アリス・レヴィ（Alice Levy）。会社は「ウジェーヌ・ブルムとレヴィ」（Eugene Blum Et Levy）の頭文字を採って名付けられた。代々ブルム家が経営に当たり、3代目のピエール・アラン・ブルムの時代にはフランス、ドイツでロレックスを抜きシェアが最大になるなど成功を収めた。
しかし世界的に見ても10本の指に入る大メーカーとして成功させたピエール・アランは投機を好み、1990年頃に株式で1億ドルの損失を抱え、それが元でブルム家は全ての株式を中東の投資会社へ売却した。
1990年代後期に起こった時計業界再編でフランスで大きなシェアを持つエベルは格好の標的となり、リシュモン、LVMHの綱引きの結果LVMHの傘下となる。しかしブルム家、中東資本時代のスタッフを意図的に会社中枢から外し、LVMHから首脳陣を送り込むという強引な手法は、デザインの迷走やクォリティー維持に混乱を生み、販売の低迷を招いた。

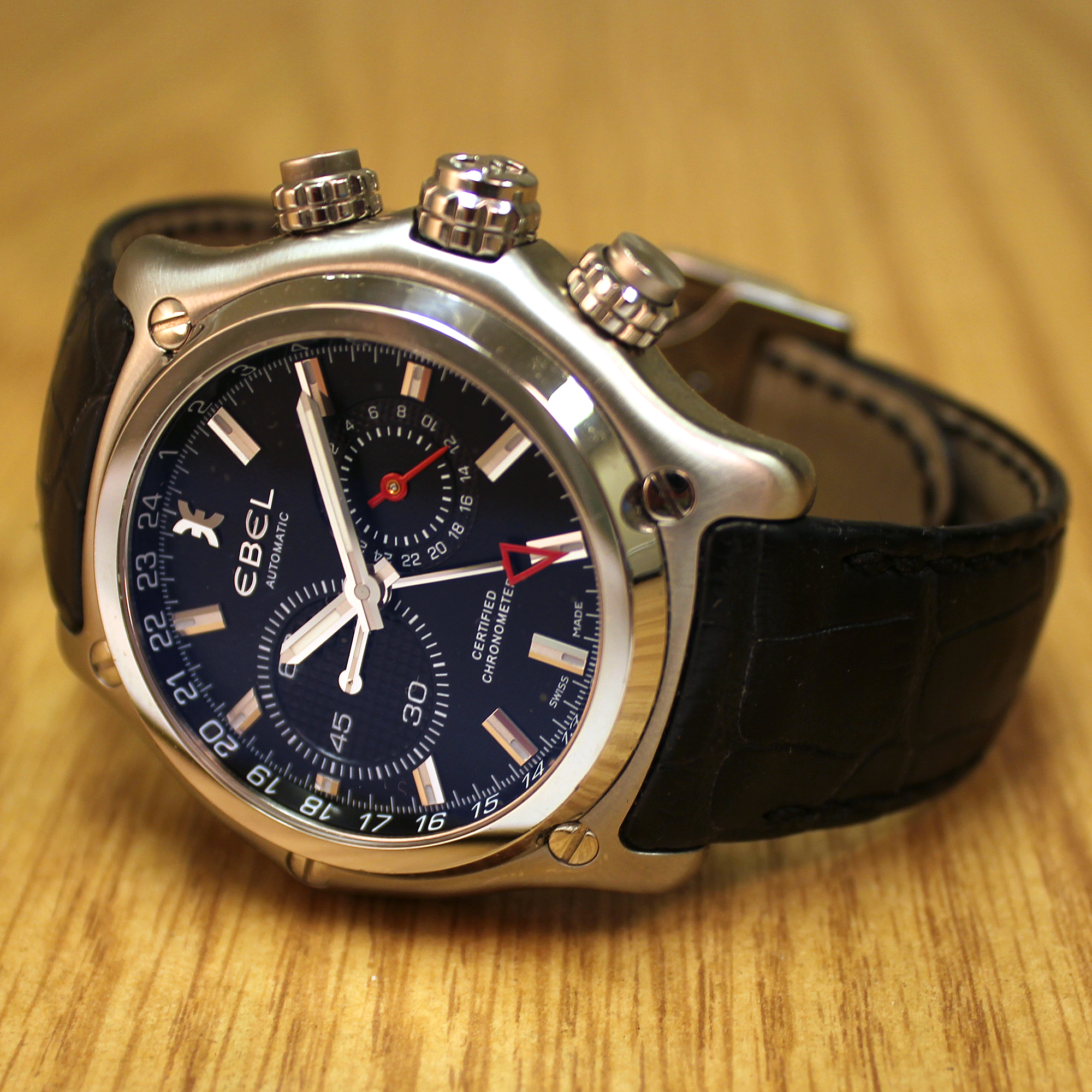
エベル Ebel 1911 ref. E9240L70

2000年頃からLVMHでは売却を試みるも、損失額を上乗せしての売却見積もりでは買い手がつかず、結局2003年に当初の購入価格以下で北米市場をメインにしていたモバード・コンコルドグループへと売却された。
買収後、モバードではLVMH買収後に同社を離れていた旧来のスタッフを再び迎え入れ、リスタートした。
以前の日本代理店が日本のプロゴルファー芹澤信雄をスポンサーし、芹澤信雄モデルも発売された。
現在アーセナルFCやバイエルン・ミュンヘンの公式スポンサーである。